# Anizotropie magnetické susceptibility
Anizotropie magnetické susceptibility (zkratka AMS) je petrofyzikální metoda určená pro nepřímé měření přednostní orientace magnetických minerálů obsažené v hornině. Byla vyvinuta v 60. letech 20. století, od té doby se stala standardní metodou strukturní analýzy. Velký dík na jejím rozvoji měl český geolog prof. František Hrouda. Oproti jiným měřením je velice rychlá, jedno měření zabírá 2 až 3 minuty. Umožňuje studovat skladbu hornin a to včetně jejich vmístění a orientace.
Metoda je založena na měření magnetické susceptibility u hornin. Nejvhodnější je pro měření metamorfovaných a deformovaných hornin, které mají susceptibilitu nejvyšší. Umožňuje ale také studovat sedimentární a vulkanické horniny, u kterých je schopna určit proudění během vzniku těchto hornin. Obecně platí, že s pohybem proudění je rovnoběžná magnetická lineace v tom případě, že není obsažen minerál magnetit. Pokud je v hornině i magnetit, je magnetická lineace kolmá.
Anizotropie magnetické susceptibility má tenzorovou povahu, která je vhodná pro další modelování strukturně geologických procesů. Pro zápis se používá matice, ze které se dá odvodit grafická podoba tzv. elipsoid.